# Rio Krom
Rio Krom é um rio da África do Sul.